# Leopoldo IV di Lippe
Leopoldo IV, principe di Lippe (Leopold Julius Bernhard Adalbert Otto Karl Gustav; Oberkassel, 30 maggio 1871 – Detmold, 30 dicembre 1949), fu l'ultimo sovrano del principato di Lippe, oggi nel territorio della Germania. Ascese al trono nel 1905, dopo aver governato lo stato dal 1904 come reggente.

## Biografia

### Primi anni
Nacque come conte Leopoldo di Lippe-Biesterfeld a Oberkassel, figlio di Ernesto Casimiro, conte di Lippe-Biesterfeld e della contessa Karoline von Wartensleben. Leopoldo apparteneva al ramo di Lippe-Biesterfeld della casata di Lippe, che era la linea più anziana della casa principesca dopo il regnante ramo di Lippe-Detmold.
Prestò servizio come ufficiale nell'esercito tedesco fino al 1894, quando lasciò la carriera militare per dedicarsi agli studi di scienze politiche alle Università di Bonn e Berlino.

### Sovrano di Lippe
Alla morte del padre, reggente di Lippe, nel 1904, Leopoldo gli succedette come reggente, a causa dell'infermità di mente del cugino Alessandro. A seguito della morte di Alessandro e all'estinzione della linea di Lippe-Detmold nel 1905, Leopoldo gli succedette come principe di Lippe. Nel 1916 cedette il titolo di principe di Lippe-Biesterfeld al nipote, il conte Bernardo, che successivamente sposò la regina Giuliana dei Paesi Bassi. Leopoldo governò con il titolo di principe sin quando non venne obbligato ad abdicare nel 1918, dopo la prima guerra mondiale, come tutti gli altri sovrani tedeschi.

## Matrimonio e figli
Leopoldo sposò Berta d'Assia-Philippsthal-Barchfeld (1874–1919) il 16 agosto 1901 a Rotenburg. Ebbero cinque figli.
- Ernesto, principe ereditario di Lippe (1902–1987), sposò (1924) Charlotte Ricken (1900–1974). Dopo aver divorziato nel 1934, si sposò una seconda volta (1937) con Herta-Elise Weiland (1911–1970)
- principe Leopoldo Bernardo di Lippe (1904–1965)
- principessa Carolina di Lippe (1905–2001), sposò (1932) il conte Hans von Kanitz (1893–1968)
- principe Clodoveo di Lippe (1909–2000), sposò (1940) Veronika Holl (1915–2007)
- principessa Sieglinde di Lippe (1915–2008), sposò (1942) Friedrich Carl Heldman (1904–1977)

Si sposò per la seconda volta con la principessa Anna di Isenburg e Büdingen (1886–1980) il 26 aprile 1922 a Büdingen. Da questo matrimonio nacque un solo figlio maschio.
- Armin, (1924-2015), principe di Lippe

## Ascendenza
|                                               |                        |                                          | Genitori                                   |  |  | Nonni |  |  | Bisnonni                    |  |  | Trisnonni                                |  |
|                                               |                        |                                          |                                            |  |  |       |  |  | Ernst zur Lippe-Biesterfeld |  |  | Carl Ernst Casimir zur Lippe-Biesterfeld |  |
|                                               |                        |                                          |                                            |  |  |       |  |  | Ernst zur Lippe-Biesterfeld |  |  | Carl Ernst Casimir zur Lippe-Biesterfeld |  |
|                                               |                        | Ferdinande zu Bentheim-Tecklenburg-Rheda |                                            |  |  |       |  |  | Ernst zur Lippe-Biesterfeld |  |  |                                          |  |
| Julius zur Lippe-Biesterfeld                  |                        |                                          |                                            |  |  |       |  |  | Ernst zur Lippe-Biesterfeld |  |  |                                          |  |
|                                               |                        | Modeste von Unruh                        | Karl Philipp von Unruh                     |  |  |       |  |  |                             |  |  |                                          |  |
|                                               |                        | Modeste von Unruh                        | Karl Philipp von Unruh                     |  |  |       |  |  |                             |  |  |                                          |  |
|                                               |                        | Modeste von Unruh                        | Elisabeth Henriette Dorothea von Kameke    |  |  |       |  |  |                             |  |  |                                          |  |
| Ernst II zur Lippe-Biesterfeld                |                        | Modeste von Unruh                        |                                            |  |  |       |  |  |                             |  |  |                                          |  |
|                                               |                        | Friedrich Ludwig zu Castell-Castell      | Friedrich Carl zu Castell-Castell          |  |  |       |  |  |                             |  |  |                                          |  |
|                                               |                        | Friedrich Ludwig zu Castell-Castell      | Friedrich Carl zu Castell-Castell          |  |  |       |  |  |                             |  |  |                                          |  |
|                                               |                        | Friedrich Ludwig zu Castell-Castell      | Amalie zu Löwenstein-Wertheim-Virneburg    |  |  |       |  |  |                             |  |  |                                          |  |
| Adelaide zu Castel-Castell                    |                        | Friedrich Ludwig zu Castell-Castell      |                                            |  |  |       |  |  |                             |  |  |                                          |  |
|                                               |                        | Emilie zu Hohenlohe-Langenburg           | Karl Ludwig I zu Hohenlohe-Langenburg      |  |  |       |  |  |                             |  |  |                                          |  |
|                                               |                        | Emilie zu Hohenlohe-Langenburg           | Karl Ludwig I zu Hohenlohe-Langenburg      |  |  |       |  |  |                             |  |  |                                          |  |
|                                               |                        | Emilie zu Hohenlohe-Langenburg           | Amalie Henriette Charlotte zu Solms-Baruth |  |  |       |  |  |                             |  |  |                                          |  |
| Leopold IV zur Lippe-Biesterfeld              |                        | Emilie zu Hohenlohe-Langenburg           |                                            |  |  |       |  |  |                             |  |  |                                          |  |
|                                               | Cäsar von Wartensleben | Leopold von Wartensleben                 |                                            |  |  |       |  |  |                             |  |  |                                          |  |
|                                               | Cäsar von Wartensleben | Leopold von Wartensleben                 |                                            |  |  |       |  |  |                             |  |  |                                          |  |
|                                               | Cäsar von Wartensleben | Caroline Louise Dorothea von der Recke   |                                            |  |  |       |  |  |                             |  |  |                                          |  |
| Leopold Otto Friedrich Franz von Wartensleben | Cäsar von Wartensleben |                                          |                                            |  |  |       |  |  |                             |  |  |                                          |  |
|                                               |                        | Friederike von Gfug                      | Carl Georg Friedrich von Gfug              |  |  |       |  |  |                             |  |  |                                          |  |
|                                               |                        | Friederike von Gfug                      | Carl Georg Friedrich von Gfug              |  |  |       |  |  |                             |  |  |                                          |  |
|                                               |                        | Friederike von Gfug                      | Johanna Juliane von Lestwitz               |  |  |       |  |  |                             |  |  |                                          |  |
| Karoline von Wartensleben                     |                        | Friederike von Gfug                      |                                            |  |  |       |  |  |                             |  |  |                                          |  |
|                                               |                        | Arnold Halbach                           | Johann Arnold Halbach                      |  |  |       |  |  |                             |  |  |                                          |  |
|                                               |                        | Arnold Halbach                           | Johann Arnold Halbach                      |  |  |       |  |  |                             |  |  |                                          |  |
|                                               |                        | Arnold Halbach                           | Maria Gertrud Hilger                       |  |  |       |  |  |                             |  |  |                                          |  |
| Mathilde Halbach                              |                        | Arnold Halbach                           |                                            |  |  |       |  |  |                             |  |  |                                          |  |
|                                               |                        | Caroline Bohlen                          | Bohl Bohlen                                |  |  |       |  |  |                             |  |  |                                          |  |
|                                               |                        | Caroline Bohlen                          | Bohl Bohlen                                |  |  |       |  |  |                             |  |  |                                          |  |
|                                               |                        | Caroline Bohlen                          | Johanna Magdalene Oswald                   |  |  |       |  |  |                             |  |  |                                          |  |
|                                               |                        | Caroline Bohlen                          |                                            |  |  |       |  |  |                             |  |  |                                          |  |